# Cufa Dorsa
I Cufa Dorsa sono una struttura geologica della superficie di Encelado.